# Eomesodon
Eomesodon es un género extinto de peces prehistóricos con aletas radiadas. Vivió durante la época del Triásico Superior y Jurásico.

## Especies
Clasificación del género Eomesodon:
- † Eomesodon (Woodward 1918)
  - † Eomesodon hoeferi (Gorjanovic-Kramberger) 1905